# Sphoeroides
Genre
Sphoeroides est un genre de poissons marins et d'eau saumâtre de la famille des Tetraodontidae.

## Liste des espèces
Selon World Register of Marine Species (17 octobre 2024) :
- Sphoeroides andersonianus Morrow, 1957
- Sphoeroides angusticeps (Jenyns, 1842)
- Sphoeroides annulatus (Jenyns, 1842)
- Sphoeroides dorsalis Longley, 1934
- Sphoeroides georgemilleri Shipp, 1972
- Sphoeroides greeleyi Gilbert, 1900
- Sphoeroides kendalli Meek & Hildebrand, 1928
- Sphoeroides lispus Walker, 1996
- Sphoeroides lobatus (Steindachner, 1870)
- Sphoeroides maculatus (Bloch & Schneider, 1801)
- Sphoeroides marmoratus (Lowe, 1838)
- Sphoeroides nephelus (Goode & Bean, 1882)
- Sphoeroides nitidus Griffin, 1921
- Sphoeroides ocellatus
- Sphoeroides pachygaster (Müller & Troschel, 1848)
- Sphoeroides parvus Shipp & Yerger, 1969
- Sphoeroides rosenblatti Bussing, 1996
- Sphoeroides rubripes
- Sphoeroides sechurae Hildebrand, 1946
- Sphoeroides spengleri (Bloch, 1785)
- Sphoeroides testudineus (Linnaeus, 1758)
- Sphoeroides trichocephalus (Cope, 1870)
- Sphoeroides tyleri Shipp, 1972
- Sphoeroides vermicularis
- Sphoeroides yergeri Shipp, 1972

## Systématique
Le nom valide complet (avec auteur) de ce taxon est Sphoeroides Anonymous [Lacepède], 1798. 
Sphoeroides a pour synonymes :
- Anchisomus Richardson, 1854
- Cheilichthys Müller, 1841
- Chelichthys
- Crayracion Bleeker (ex Klein), 1865
- Holocanthus Gronow, 1854
- Leisomus Swainson, 1839
- Liosaccus Günther, 1870
- Sphaeroides
- Spheroides Lacepède, 1800
- Spheroldes [sic]
- Tetrodon (Liosaccus) Günther, 1870
- Thecapteryx Fowler, 1948
- Uranostoma Bleeker, 1865